# Canton du Pays de Serres
Le canton du Pays de Serres est une circonscription électorale française du département de Lot-et-Garonne.

## Histoire
Un nouveau découpage territorial de Lot-et-Garonne entre en vigueur à l'occasion des élections départementales de 2015. Il est défini par le décret du 26 février 2014, en application des lois du 17 mai 2013 (loi organique 2013-402 et loi 2013-403). Les conseillers départementaux sont, à compter de ces élections, élus au scrutin majoritaire binominal mixte. Les électeurs de chaque canton élisent au Conseil départemental, nouvelle appellation du Conseil général, deux membres de sexe différent, qui se présentent en binôme de candidats. Les conseillers départementaux sont élus pour 6 ans au scrutin binominal majoritaire à deux tours, l'accès au second tour nécessitant 10 % des inscrits au 1er tour. En outre la totalité des conseillers départementaux est renouvelée. Ce nouveau mode de scrutin nécessite un redécoupage des cantons dont le nombre est divisé par deux avec arrondi à l'unité impaire supérieure si ce nombre n'est pas entier impair, assorti de conditions de seuils minimaux. En Lot-et-Garonne, le nombre de cantons passe ainsi de 40 à 21.
Le canton du Pays de Serres est formé de communes des anciens cantons de Penne-d'Agenais (8 communes), de Beauville (8 communes) et de Laroque-Timbaut (7 communes). Avec ce redécoupage administratif, le territoire du canton s'affranchit des limites d'arrondissements, avec 8 communes incluses dans l'arrondissement de Villeneuve-sur-Lot et quinze dans celui de Agen. Le bureau centralisateur est situé à Penne-d'Agenais.

## Représentation
| Période élective | Période élective | Mandat | Mandat           | Identité            | Nuance | Nuance | Qualité |
| ---------------- | ---------------- | ------ | ---------------- | ------------------- | ------ | ------ | --- |
| 2015             | 2021             | 2015   | 2021             | Bernard Barral      |        | DVG    | Retraité, conseiller municipal de Penne-d'Agenais                                                                                              |
| 2015             | 2021             | 2015   | 2021             | Marie-France Salles |        | LREM   | Maître de conférences, Maire d'Engayrac Conseillère générale du Canton de Beauville (2004-2015) 11ème Vice-Présidente du Conseil départemental |
| 2021             | 2028             | 2021   | en cours         | Arnaud Devilliers   |        | LREM   | Cadre de la fonction publique territoriale, maire de Penne-d'Agenais                                                                           |
| 2021             | 2028             | 2021   | 2024 (démission) | Béatrice Giraud     |        | DVC    | Cadre de la fonction publique territoriale, maire de Frespech                                                                                  |
| 2021             | 2028             | 2024   | en cours         | Émeline Rey         |        | DVC    | Ostéopathe à Laroque-Timbaut |

### Résultats détaillés

#### Élections de mars 2015
À l'issue du 1er tour des élections départementales de 2015, trois binômes sont en ballottage : Annick Cousin et Jérôme Gonzato (FN, 30,69 %), Yann Bihouee et Anne Lapierre (UMP, 29,72 %) et Bernard Barral et Marie-France Salles (DVG, 27,39 %). Le taux de participation est de 61,02 % (5 984 votants sur 9 806 inscrits) contre 57,81 % au niveau départemental et 50,17 % au niveau national.
Au second tour, Bernard Barral et Marie-France Salles (DVG) sont élus avec 36,58 % des suffrages exprimés et un taux de participation de 66,2 % (2 275 voix pour 6 492 votants et 9 806 inscrits).
Marie-France Salles est membre de LREM.

#### Élections de juin 2021
Le premier tour des élections départementales de 2021 est marqué par un très faible taux de participation (33,26 % au niveau national). Dans le canton du Pays de Serres, ce taux de participation est de 43,32 % (4 375 votants sur 10 100 inscrits) contre 39,29 % au niveau départemental. À l'issue de ce premier tour, deux binômes sont en ballottage : Bernard Barral et Françoise Testut (PS, 26,7 %) et Arnaud Devilliers et Béatrice Giraud (Union au centre et à droite, 25,15 %).
Le second tour des élections est marqué une nouvelle fois par une abstention massive équivalente au premier tour. Les taux de participation sont de 34,36 % au niveau national, 41,08 % dans le département et 44,42 % dans le canton du Pays de Serres. Arnaud Devilliers et Béatrice Giraud (Union au centre et à droite) sont élus avec 52,79 % des suffrages exprimés (2 163 voix pour 4 486 votants et 10 100 inscrits),,.

## Composition
Le canton du Pays de Serres comprend vingt-trois communes entières.
| Nom                                     | Code Insee | Intercommunalité         | Superficie (km2) | Population (dernière pop. légale) | Densité (hab./km2) | Modifier                                    |
| --------------------------------------- | ---------- | ------------------------ | ---------------- | --------------------------------- | ------------------ | ------------------------------------------- |
| Penne-d'Agenais (bureau centralisateur) | 47203      | CC Fumel Vallée du Lot   | 46,71            | 2 495 (2022)                      | 53                 | modifier les données · modifier les données |
| Auradou                                 | 47017      | CC Fumel Vallée du Lot   | 11,17            | 419 (2022)                        | 38                 | modifier les données · modifier les données |
| Beauville                               | 47025      | CA Agglomération d'Agen  | 23,17            | 552 (2022)                        | 24                 | modifier les données · modifier les données |
| Blaymont                                | 47030      | CA Agglomération d'Agen  | 13,56            | 215 (2022)                        | 16                 | modifier les données · modifier les données |
| Cassignas                               | 47050      | CA du Grand Villeneuvois | 7,86             | 128 (2022)                        | 16                 | modifier les données · modifier les données |
| Castella                                | 47053      | CA du Grand Villeneuvois | 12,52            | 377 (2022)                        | 30                 | modifier les données · modifier les données |
| Cauzac                                  | 47062      | CA Agglomération d'Agen  | 14,52            | 413 (2022)                        | 28                 | modifier les données · modifier les données |
| La Croix-Blanche                        | 47075      | CA du Grand Villeneuvois | 13,05            | 1 081 (2022)                      | 83                 | modifier les données · modifier les données |
| Dausse                                  | 47079      | CC Fumel Vallée du Lot   | 6,94             | 537 (2022)                        | 77                 | modifier les données · modifier les données |
| Dondas                                  | 47082      | CA Agglomération d'Agen  | 14,37            | 216 (2022)                        | 15                 | modifier les données · modifier les données |
| Engayrac                                | 47087      | CA Agglomération d'Agen  | 10,03            | 159 (2022)                        | 16                 | modifier les données · modifier les données |
| Frespech                                | 47105      | CC Fumel Vallée du Lot   | 11,70            | 283 (2022)                        | 24                 | modifier les données · modifier les données |
| Laroque-Timbaut                         | 47138      | CA du Grand Villeneuvois | 21,64            | 1 589 (2022)                      | 73                 | modifier les données · modifier les données |
| Massels                                 | 47161      | CC Fumel Vallée du Lot   | 6,17             | 118 (2022)                        | 19                 | modifier les données · modifier les données |
| Massoulès                               | 47162      | CC Fumel Vallée du Lot   | 7,86             | 201 (2022)                        | 26                 | modifier les données · modifier les données |
| Monbalen                                | 47171      | CA du Grand Villeneuvois | 13,00            | 449 (2022)                        | 35                 | modifier les données · modifier les données |
| Saint-Martin-de-Beauville               | 47255      | CA Agglomération d'Agen  | 7,54             | 156 (2022)                        | 21                 | modifier les données · modifier les données |
| Saint-Maurin                            | 47260      | CA Agglomération d'Agen  | 21,74            | 383 (2022)                        | 18                 | modifier les données · modifier les données |
| Saint-Robert                            | 47273      | CA du Grand Villeneuvois | 6,74             | 192 (2022)                        | 28                 | modifier les données · modifier les données |
| Saint-Sylvestre-sur-Lot                 | 47280      | CC Fumel Vallée du Lot   | 21,27            | 2 388 (2022)                      | 112                | modifier les données · modifier les données |
| La Sauvetat-de-Savères                  | 47289      | CA Agglomération d'Agen  | 6,86             | 482 (2022)                        | 70                 | modifier les données · modifier les données |
| Tayrac                                  | 47305      | CA Agglomération d'Agen  | 12,89            | 380 (2022)                        | 29                 | modifier les données · modifier les données |
| Trémons                                 | 47314      | CC Fumel Vallée du Lot   | 13,49            | 404 (2022)                        | 30                 | modifier les données · modifier les données |
| Canton du Pays de Serres                | 4716       |                          | 324,80           | 13 617 (2022)                     | 42                 | modifier les données                        |

## Démographie
En 2022, le canton comptait 13 617 habitants, en évolution de +0,98 % par rapport à 2016 (Lot-et-Garonne : −0,18 %, France hors Mayotte : +2,11 %).
| 2013   | 2018   | 2022   |
| ------ | ------ | ------ |
| 13 215 | 13 548 | 13 617 |